# 샘 (뒤샹)
샘(영어: Fountain)은 1917년 마르셀 뒤샹이 제작한 레디메이드, 즉 기성품에 미적 의미를 부여하여 제작한 작품이다. 세라믹 제 소변기에 'R.Mutt 1917'이라고 서명되어 있다.
1917년 4월 뒤샹은 평범한 소변기 하나를 선택해 <샘>이란 이름을 붙이고, 뉴욕 그랜드 센트럴 팰리스에서 열린 미국 독립작가협회 주최 전시회에 출품하였다. 뒤샹의 발표회에서는 소변기의 방향이 평소 위치에서 변경되었다.
당초 협회 측은 전시 참가비를 낸 작가라면 어떠한 작품이든 접수하겠다고 밝혔기 때문에, 제출 자체는 이뤄졌지만 실제 전시장에 전시되는 일은 없었다. 뒤샹은 전시회에서 내려진 <샘>을 알프레드 슈티글리츠의 스튜디오로 옮겨 촬영 (우측 사진)을 진행하고, 다다 전문 잡지였던 <더 블라인드 맨> (The Blind Man) 잡지 2호에 <샘> 사진과 베아프리스 우드와 뒤샹의 컬렉터인 월터 아렌스버그의 글, 그리고 스타글리츠의 편지를 함께 보냈으나, 이 잡지에도 작품이 실리지 못하고 거절당했다.
이 작품은 미술사학계와 아방가르드 학계에서 20세기 미술을 대표하는 주요 작품으로 높이 평가받고 있다. 작품 원본은 소실되었으며, 1950~60년대 들어서 사라진 원본을 대신하여 뒤샹 본인이 복제품 제작을 의뢰, 승인하였고 그 결과 총 16개의 복제품이 남아 있다.

## 역사

### 작품 제작과 철거

1917년경 미국 뉴욕시 67가 웨스트 33번지에 있던 마르셀 뒤샹의 스튜디오에 내걸린 소변기의 모습. 방 안에 뒤샹의 또다른 레디메이드 작품 두 점이 보이며 각각 《부러진 팔 앞에》 (1915년), 《모자걸이》 (1917년)이란 제목이 붙었다.

<샘>을 제작하기 2년 전인 1915년 미국으로 건너간 마르셀 뒤샹은 뉴욕에서 프랑시스 피카비아, 맨 레이, 베아트리스 우드 등의 동료 작가들을 만나, 그들과 함께 반(反)이성과 반미술, 선(先) 페미니즘 문화 운동을 창시하였다.
1917년 미국 독립작가협회에서 주최하는 역사상 최대 규모의 현대미술 전시를 앞두고 뒤샹이 <튤립 히스테리아 코디네이팅> (Tulip Hysteria Co-ordinating)이란 제목의 입체주의 작품을 출품 준비중이라는 소문이 퍼지기 시작했다. 정작 본 전시회에서 <튤립 히스테리아 코디네이팅>은 모습을 드러내지 않았고, 뒤샹의 신작을 기대했던 관람객은 실망을 감추지 못했다. 작품 자체는 애초부터 존재하지 않았던 가공의 예술 작품으로 여겨지고 있다.
일설에 의하면 뒤샹은 동료 작가 조셉 스텔라, 미술수집가 월터 애런스버그와 함께 뉴욕 맨해튼 5번가 118번지에 있던 J.L.모트 철공소를 찾아, '스탠더드 베드퍼드셔'란 브랜드의 소변기를 구입했다고 한다. 뒤샹은 그것을 67가 웨스트 33번지에 있던 본인의 스튜디오로 가져간 뒤, 원래 쓰임새대로의 모습에서 90도로 방향을 돌려 놓고 그 표면에 'R. Mutt 1917' (→1917년 R. 머트 만듦)이라는 글씨를 써 놓음으로써 《샘》을 완성하였다.
이 'R. Mutt'라는 이름에 대해 뒤샹은 다음과 같이 밝혔다.

'Mutt'는 대중위생시설 제조업체인 '모트 철공소'에서 따 왔다. 다만 'Mott'란 이름은 너무 답답해서 'Mutt'로 바꿨다. 마침 그 당시 모두에게 친근한 일일 연재 만화 〈머트와 제프〉가 나올 때였으니까. 그래서 처음부터 머트는 웃긴 땅딸보, 제프는 꺽다리라는 상호작용이 있던 것이다... 이름은 뭔가 구닥다리였으면 했다. 그렇게 'Richard' →프랑스어로 벼락부자를 뜻하는 속어를 덧붙였다. 공중변소 치고는 그리 나쁜 이름은 아니었다. 이해가 되시는지? 가난뱅이의 정 반대. 그렇지만 그 정도는 아니고, 그냥 'R. MUTT.'일 뿐.
작품 제작 당시 뒤샹은 미국 독립작가협회의 회원이었다. 하지만 뒤샹이 《샘》을 제출하면서 본인 이름이 아닌 Mutt라는 가명을 사용했던 만큼, 대다수 회원들은 뒤샹의 출품작이라는 사실도 모른 채, 변기 하나도 과연 미술로 봐야 할 지에 대하여 큰 논쟁을 벌였고, 그 결과 《샘》은 전시회 기간 동안 모습을 드러내지 못했다.
이에 대한 항의로 뒤샹은 협회에서 탈퇴하고 <튤립 히스테리 코디네이팅>을 '철수'시켰다. 전시 운영위 측은 《샘》에 대하여 "원래 자리에서는 매우 유용한 물건일지언정, 그 자리는 미술 전시회가 될 수 없으며, 미술 작품이라는 정의에도 따르지 않는다"라고 적고 있다. 이러한 연유로 이 작품은, 뒤샹의 증언을 빌리자면 '감춰진' 셈이 되었다.
아니, 거절된게 아니지. 협회가 작품을 거절할 수는 없다. 그저 감춰진 것이다. 나는 심사 대상에 올랐지만 상의되지는 못했는데, 그걸 보낸 사람이 나라는 사실을 임원들이 몰랐기 때문이다. 나는 작품에 "머트"란 이름을 서명하여 개인과의 연계를 피했다. 《샘》은 전시 기간 동안 칸막이 뒤에 그대로 놓여 있었고, 나도 그게 어디 있었는지 몰랐다. 그 작품은 내가 보냈소, 라고 말할 수는 없었지만 주최자들도 소문으로 짐작했을 것이다. 그걸 함부로 말할 사람도 없었고. 나는 협회 측과 사이가 틀어져 협회을 떠나게 됐다. 전시가 끝나고 우리는 칸막이 뒤에서 《샘》을 다시 발견했고, 나는 그것을 되살렸다! (마르셀 뒤샹과의 대담, 1971년 출판)

### 선택된 레디메이드

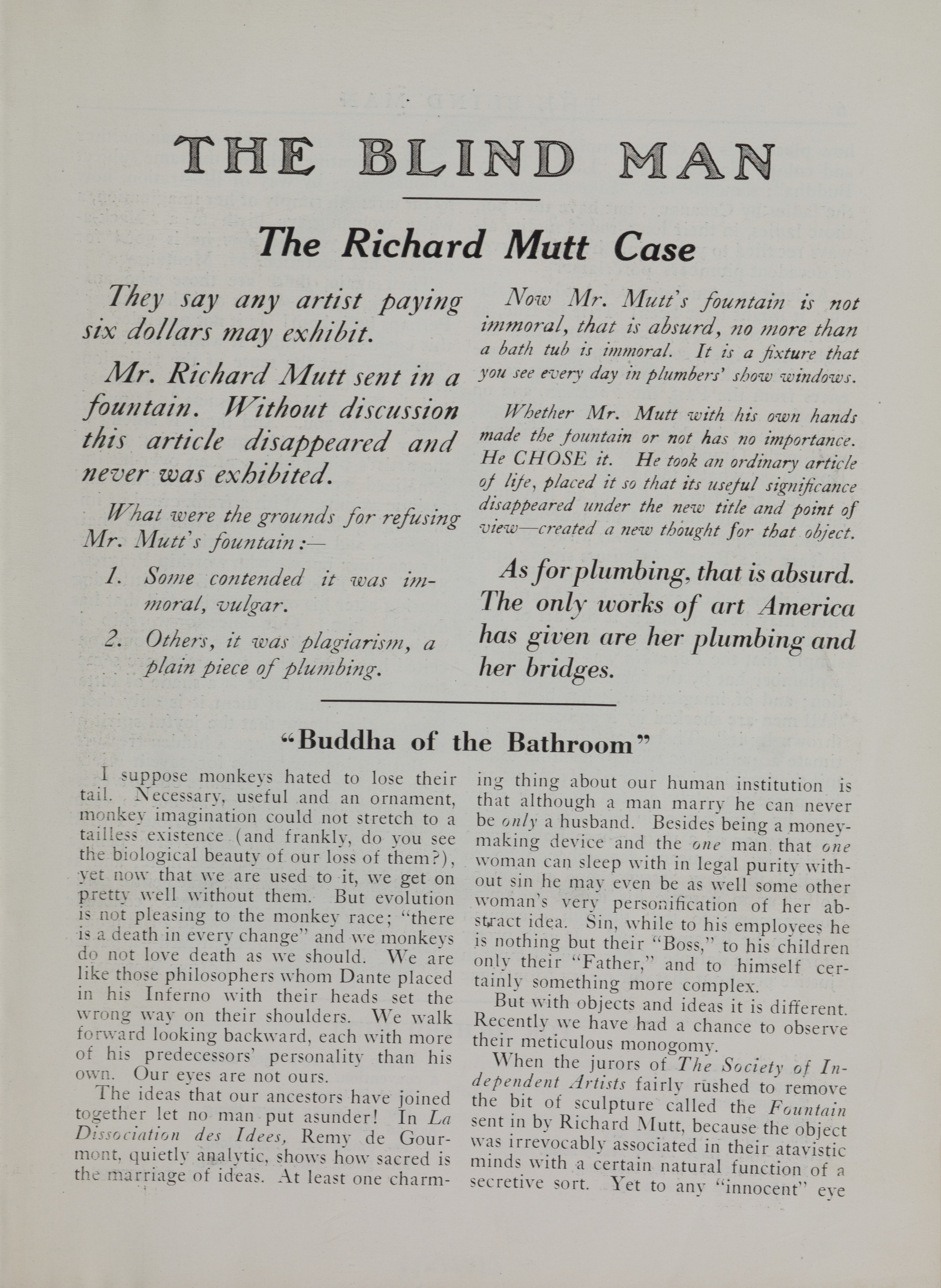
1917년 뉴욕에서 출판된 <블라인드 맨> 제 2호. 루이즈 바레즈 제작. 이 기사에는 알프레드 스티글리츠가 촬영한 <샘>의 사진과 편지, 루이즈 노턴, 베아트리스 우드, 월터 언즈버그의 글이 기고되었다.

장 크로티의 《마르셀 뒤샹의 초상 (맞춤 제작된 조형)》 (1915년), 혼합 매체. 1916년 4월 4일~22일 미국 뉴욕 몬트로스 갤러리에서 전시되었으며 현재는 소실되었다.

《샘》의 전시 거부 소식을 전해들은 뉴욕 다다이즘 운동가들은 《블라인드 맨》 제2호에 〈리처드 머트 사건〉 (The Richard Mutt Case)라는 제목의 기사를 실어 논란에 불을 지폈다. 루이즈 노르통, 베아트리스 우드, 에이런스버그가 글을 쓰고 알프레드 스티글리츠의 작품 사진과 편지를 첨부한 이 기사는, 다음과 같은 사설을 통해 훗날 이어질 근대미술에 적용될 중대한 시사점을 남긴다.
머트 씨가 《샘》을 손수 제작했는가는 중요치 않다. 그는 그것을 선택했다. 그는 삶의 일상적인 물건을 골라, 새로운 제목과 새로운 관점을 붙여 유용성을 제거했다. 이 오브제에 대한 새로운 사고를 창조한 것이다.

이후로 본 작품도 미술이라는 것을 변호하기 위하여 '미국이 제시한 유일한 미술 작품은 배관과 교량 뿐이다'라는 문구로 이어진다. 또한 뒤샹은 '머트 씨'라는 가명을 내세워, 이 작품의 의도가 미술의 초점을 물질적 공예로부터 지능적 이해로 전환시키려는 것임을 설명한다.
잡지 기사와 더불어 슈티글리츠도 1917년 4월 23일자 편지에서 《샘》의 사진을 언급하며 칭찬을 아끼지 않았다. "이 '소변기' 사진은 정말 경이롭다. 이 사진을 본 사람은 누구나 아름답다 생각할 것이며, 실제로도 그렇다. 부처와 베일 쓴 여인이 교차된 것처럼 오리엔트적인 모습을 지녔다."
이듬해 1918년 프랑스 평론지 《메르퀴르 드 프랑스》는 《샘》의 원제가 '화장실의 부처' (Le Bouddha de la salle da bain)였으며 부처의 좌상을 표현하고자 했다는 기욤 아폴리네르의 주장을 기사로 실었다. 미국 독립작가협회 측에서 이 작품을 거부한 이유는 1) 음란하고 저속하며, 2) 상업적인 표절작이라는 이유도 함께 소개됐다. 이에 대해 아폴리네르는 '머트 씨'의 반박을 전하였는데, 첫째로 배관용품점에서 매일 비슷한 작품을 만날 수 있기 때문에 이 작품도 풍기를 문란하게 만들 게 못 되며, 둘째로 《샘》이 작가가 직접 만들지 않았다는 사실은 중요치 않고, 작가가 선택을 한 것 자체가 중요하다는 것이었다. 작가는 일상생활의 한 물체를 선택하였고, 새로운 타이틀을 붙임으로써 일상적인 맥락을 지웠으며, 그 관점 내에서 물체에 순수한 미적 의미를 새롭게 부여하였던 것이다.
영국 미술사학자 메노 허브렉츠 (Menno Hubregtse)는 뒤샹이 기성품을 선택함으로서 《샘》을 완성한 것은, 로버트 J. 코디가 산업용 기계를 순수한 형태의 미국 미술로 찬양했던 것을 패러디한 것일 수도 있다고 보았다. 로버트 J. 코디는 자신이 발행하는 월간지 《토양》 (The Soil)의 1916년 12월호에서 미국 미술에 대한 본인의 시각을 재확인하는 동시에, 장 크로티의 조각 《마르셀 뒤샹의 초상 (맞춤 제작된 조형)》을 두고 혹평하는 기사를 실었다. 코디가 크로티의 작품을 두고 "그야말로 배관공이 만들 법한 표현력" (the absolute expression of a plumber)이라 비꼬자, 뒤샹이 진짜 소변기를 작품으로 내세워 버리는 영리한 선택을 했다는 것이 허브렉츠의 가설이다.

### 대리 출품설
일각에서는 뒤샹이 《샘》을 만든 것이 아니라, 친구를 대신하여 독립예술가협회에 작품을 제출하는 것을 도왔을 뿐이라는 주장도 제기된다. 1917년 4월 11일 뒤샹은 여동생 쉬잔 뒤샹에게 보내는 편지에서 "리처드 머트라는 남성적인 가명을 쓰는 내 여자사람 친구 중 한 명이 세라믹 소변기를 조각품으로 보냈다"고 소개했다. 뒤샹은 그 친구의 신원은 밝히지 않았으나 그 후보로는 총 세 사람이 지목되고 있는데, 뒤샹 본인의 여자 분신인 로즈 셀라비에서부터, 다다이즘 동료 작가였던 엘자 폰 프라이타크로링호펜, 다다이즘 시인이자 뒤샹의 절친이었던 루이즈 노턴이 거론되었다. 특히 루이즈 노턴의 경우 《블라인드 맨》에 《샘》을 논하는 에세이를 투고하였으며, 스티글리츠의 사진 속 종이 입장권에 적힌 주소 일부분이 노턴의 주소라는 점에서 가능성이 높다고 여겨지고 있다.
한편 뒤샹이 '보냈다'고 했지 '만들었다'고 하지 않았다는 것만으로 다른 사람이 제작했을 가능성을 뜻한다고 보기엔 어렵다는 시각도 존재한다. 뒤샹의 여자 분신인 로즈 셀라비는 본 작품이 전시된 지 수년 후인 1920년대에 와서야 처음 선보인 컨셉이었다. 프라이타크가 《샘》을 제작했다는 사실을 뒷받침할 증언이나 물증도 존재하지 않는다. 다만 프라이타크가 《샘》과 비슷한 철학과 미학을 지닌 작품 《신》 (1917년)을 제작하는 등, 체액이라는 개념을 고급예술로 실험하고 있었다는 사실은 입증된 바 있다. 《신》의 경우 사진작가 모턴 리빙스턴 셤버그와 공동 작업하였는데 한동안 셤버그의 작품으로 오해받았으나 필라델피아 미술관의 연구로 원제작자가 바로잡혔다.
뒤샹이 작가가 아니라고 보는 설 가운데서는 당시 제1차 세계 대전으로 인한 지정학적 분위기와 독일과 미국 간의 국제적 긴장을 고려할 때, R. Mutt라는 서명은 독일어로 armut (가난)이나 mutter (엄마)를 비튼 일종의 말장난으로 보는 것이 타당하다는 시각도 있다. 글린 톰슨 (Glyn Thompson)는 독일 출신의 프라이타크가 일종의 정치적 견해 표출을 위한 시도로서 이 작품을 만들었다고 본다. 또한 뒤샹이 1966년 오토 한과의 대담에서 밝힌 바로는 J.L. 모트 철공소의 배관용품 소매점에서 소변기를 찾아냈다고 주장하였는데, 그 소매점에서 이런 종류의 소변기를 구하는 것은 어려웠을 것이라고 반박한다. 오히려 당시 이런 종류의 소변기를 구입할 수 있는 유일한 곳은, 뒤샹이 활동하던 뉴욕이 아니라 프라이타크가 살고 있던 필라델피아라는 것이 그의 지적이다. 또 애초에 소변기를 구입할 겨를도 없었으니, J.L. 모트라는 공장 이름에서 서명에 대한 영감을 받았을 수도 없다고 주장한다.

### 소실과 복제

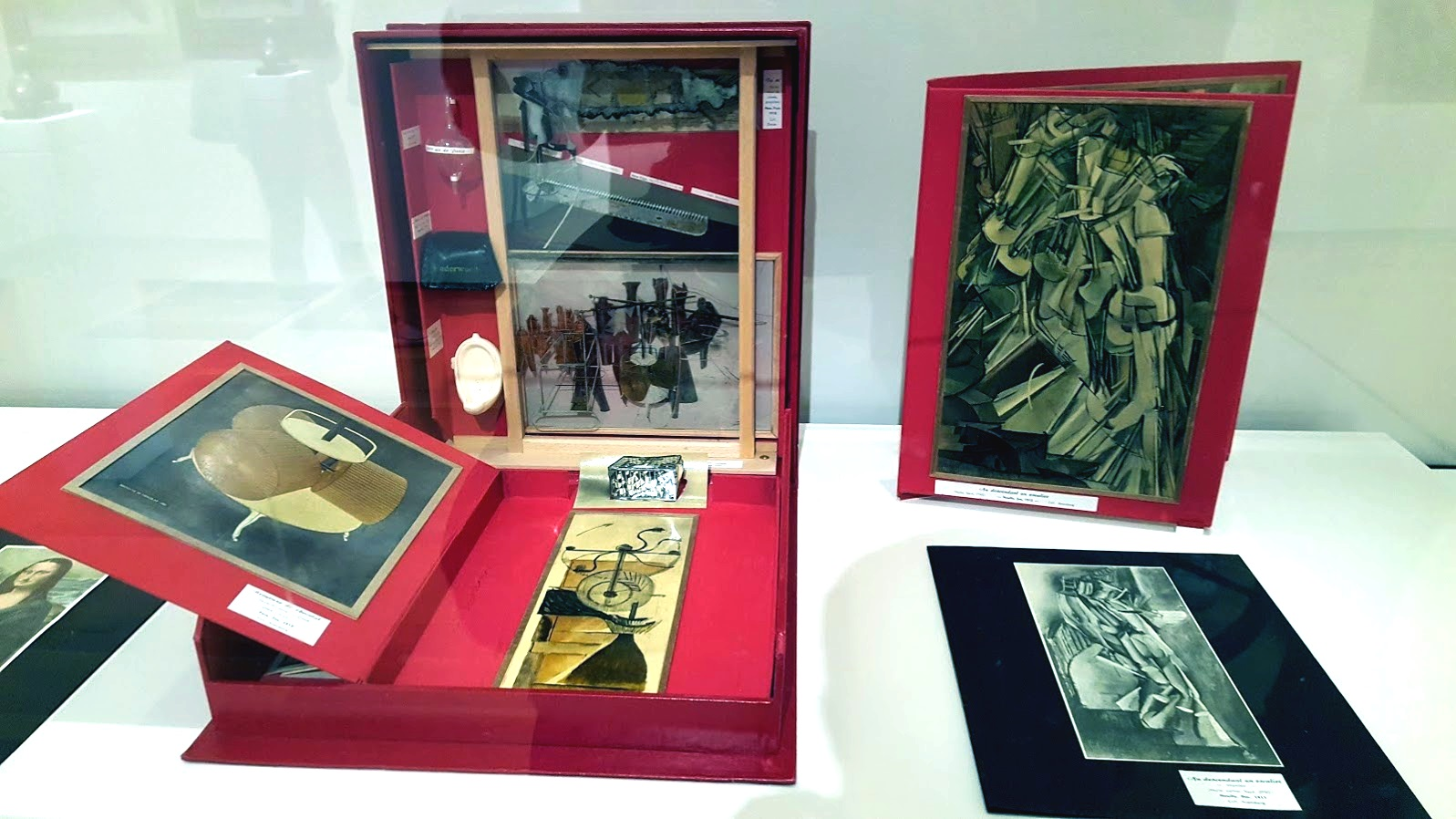
클리블랜드 미술관에 소장된 《여행가방 속의 상자》 (1935년~1966년). 좌측 상단의 박스에 《샘》의 미니어처 복제품이 들어 있다.

첫 전시가 끝나고 얼마 지나지 않아 《샘》은 소실되고 말았다. 《샘》의 마지막 행방에 관해서 마르셀 뒤샹의 전기작가 캘빈 톰킨스는 슈티글리츠가 쓰레기로 내버렸다는 설이 가장 유력하며, 뒤샹의 초창기 레디메이드 작품들도 이 같은 운명을 겪었다고 전하고 있다. 그러나 《샘》의 원본이 정말로 버려진 것이 아니라 뒤샹이 직접 리처드 머트에게 돌려주었다는 신화 아닌 신화도 전해진다.
뒤샹은 1935년부터 《샘》의 복제품을 제작하기 시작하였다. 이때는 실물 크기로 제작된 것이 아니라 《여행가방 속의 상자》 (1935년~1966년)이란 작품에 넣을 용도로 제작된 소형 복제품으로, 처음에는 종이반죽으로 제작하였다가 세라믹으로 조형하였다. 뒤샹은 평소 자신의 유명 작품들을 미니어처로 복제하여 여행가방 속에 가지고 다녔다.
실물 크기로 처음 복원하게 된 것은 1950년 뉴욕 전시회 준비를 앞두고서였다. 그 후 1953년과 1963년 두 차례에 걸쳐 복제품 2점이 추가로 제작되었으며, 1964년에는 총 8점이 제작되었다. 오늘날 《샘》의 복제품은 미국 인디애나 대학교 미술관, 샌프란시스코 현대미술관, 캐나다 국립미술관, 퐁피두 센터, 테이트 모던 등 세계 유수의 기관에 소장되어 있다. 1964년판 복제품 8점은 유약칠한 세라믹에 검은색 페인트로 서명을 재현하는 등, 원본과 최대한 비슷한 모습으로 복원되었다.

## 같이 보기
- 레디메이드